# Репин, Илья Харитонович
Илья Харитонович Репин  (20 июня 1914, Круглое, Центрально-Чернозёмная область или Ливенский район, Центрально-Чернозёмная область — 13 ноября 1994, Костомаровка, Орловская область или Ливенский район, Орловская область) — командир орудия 559-го артиллерийского полка (47-я стрелковая дивизия, 6-я гвардейская армия, 1-й Прибалтийский фронт) старший сержант, участник Великой Отечественной войны, кавалер ордена Славы трёх степеней.

## Биография
Родился 20 июня 1914 года в селе Круглое ныне Ливенском районе Орловской области России в семье крестьянина. Русский. В 1925 году окончил 4 класса сельской школы. Работал в колхозе им. Кирова, был бригадиром полеводческой бригады.
В 1937—1939 годах проходил службу в Красной Армии, получил специальность артиллериста.
В июле 1941 года был вновь призван в армию. На фронте с августа того же года. Сражался на Калининском, Ленинградском, 1-м Прибалтийском и 2-м Украинском фронтах. К весне 1943 года старший сержант Репин командовал расчётом орудия 559-го артиллерийского полка 47-й стрелковой дивизии.
26 мая 1943 года в бою за деревню Пруды расчёт старшего сержанта Репина уничтожил огнём своего орудия станковый пулемёт с прислугой и рассеял до 30 солдат и офицеров противника. За этой бой получил первую награду — медаль «За боевые заслуги».
10-12 марта 1944 года при прорыве обороны противника близ деревень Матысово и Белево (на берегу озера Братилово Псковской области) сержант Репин в критическую минуту боя принял на себя командование взводом и интенсивным огнём отразил контратаки противника. При этом было уничтожено более 20 гитлеровцев, 6 пулемётов, подавлен огонь 2 миномётов и разрушено 2 дзота. Был представлен к награждению орденом Красной Звезды.
Наступление продолжалось и на следующий день он вновь отличился. 13 марта на высоте с отметкой 173,1 (Пустошкинский район Псковской области), отражая натиск противника, расчёт Репина уничтожил 6 ручных и 1 станковый пулемёты, 2 миномёта, автоматическую пушки и свыше 20 гитлеровцев.
Приказом по частям 47-й стрелковой дивизии (№ 42/н) от 18 апреля 1944 года сержант Репин Илья Харитонович награждён орденом Славы 3-й степени.
Приказом по войскам 1-го Прибалтийского фронта (№ 452) от 4 июня 1944 года старшина Репин Илья Харитонович награждён орденом Славы 2-й степени.
5 октябре 1944 года при прорыве сильно укреплённой обороны противника в районе города Приекуле (Латвия) старший сержант Репин с подчинёнными огнём из орудия уничтожил два 75-мм орудия, 81-мм миномёт, несколько пулемётов и большое количество живой силы противника. Был представлен к награждению орденом Красной Звезды. Командиром дивизии статус награды был изменён на орден Славы 1-й степени.
Указом Президиума Верховного Совета СССР от 24 марта 1945 года старший сержант Репин Илья Харитонович награждён орденом Славы 1-й степени. Стал полным кавалером ордена Славы.
День Победы встретил в городе Бухарест (Румыния). Демобилизован в 1945 году.
Вернулся на родину. Работал в том же колхозе. Жил в селе Костомаровка Ливенского района. Скончался 13 ноября 1994 года. Похоронен на кладбище в деревне Калинино Ливенский район Орловской области России.

## Награды
- Орден Отечественной войны I степени (11.03.1985)[4]

- Полный кавалер ордена Славы:
  - орден Славы I степени (24.03.1945)[5];
  - орден Славы II степени (04.06.1944)[6];
  - орден Славы III степени (18.04.1944)[7];
- медали, в том числе:
  - «За боевые заслуги» (30.05.1943)[8]
  - «В ознаменование 100-летия со дня рождения Владимира Ильича Ленина» (6 апреля 1970)
  - «За победу над Германией в Великой Отечественной войне 1941—1945 гг.» (9 мая 1945[9])
  - «20 лет Победы в Великой Отечественной войне 1941—1945 гг.» (7 мая 1965[10])
  - «30 лет Победы в Великой Отечественной войне 1941—1945 гг.»[11]
  - 40 лет Победы в Великой Отечественной войне 1941—1945 гг.[12]
  - «30 лет Советской Армии и Флота»[13]
  - «40 лет Вооружённых Сил СССР»[14]
  - «50 лет Вооружённых Сил СССР» (26 декабря 1967[15])
- Знак «25 лет победы в Великой Отечественной войне» (1970)

## Память
- На могиле установлен надгробный памятник
- Его имя увековечено в Главном Храме Вооружённых сил России, и навсегда запечатлено на мемориале «Дорога памяти»
- В городе Ливны Орловской области на площади Победы установлен бюст.
- В деревне Костомаровка его именем названа улица.